# Yumi Hotta
Yumi Hotta (jap. ほったゆみ; 堀田 由美 Hotta Yumi; ur. 15 października 1957 w Aichi) – japońska mangaka.
Autorka znana jest przede wszystkim z mangi Hikaru no go. Do jej powstania przyczynili się także: Takeshi Obata (ilustrator) i Yukari Umezawa (5. dan, profesjonalny gracz go). 
W 2000 r. autorka zdobyła nagrodę Shogakukan Manga Prize za "Hikaru no go".